# Ferrari F2005
Der Ferrari F2005 war der 38. Formel-1-Rennwagen der Scuderia Ferrari. Er wurde 2005 in der Formel-1-Weltmeisterschaft eingesetzt.

## Technik
Der F2005 – Projektnummer 656 – war für die Scuderia Ferrari eine sportlich enttäuschende Konstruktion, die nicht an die Erfolge des F2004 anschließen konnte. Der Wagen basierte zwar auf dem Vorgängermodell, war jedoch eine weitgehende Neukonstruktion, die durch das neue technische Reglement notwendig wurde. Der F2005 war, wie der Vorgänger F2004, extrem leicht – das Gewichtslimit der Saison 2005 lag bei 605 kg inklusive der Flüssigkeiten und der jeweiligen Fahrer. Das Leergewicht des Wagens lag ohne zu verschiebende Zusatzgewichte weit unter diesem Limit, dies war insofern bemerkenswert, da das Reglement aus Sicherheitsgründen Versteifungen und Verstärkungen an den Seitenkästen des Monocoque notwendig machte. Die Kühler in den Seitenkästen wurden komplett neu entwickelt. Neu waren auch die aerodynamischen Hilfsmittel an den Seitenkästen und die Motorabdeckung.
Der Hinterwagen war schmaler als beim F2004, was vor allem am kleineren und leichteren sequentiellen Getriebe lag. In diesem Zusammenhang benötigte der Wagen auch einen neuen Unterboden und eine neue Hinterradaufhängung aus Schubstangen und Drehstabfedern.
Der V10-Motor war mittragend und längs eingebaut. Der 055-Motor war der bisher letzte Ferrari-10-Zylinder-Formel-1-Motor. Ein Motor musste zwei Rennwochenenden im Fahrzeug bleiben; ein Motorschaden vor dieser Frist wurde mit einer Zurückversetzung von zehn Plätzen in der Startaufstellung bestraft. Der F2005 hatte eine leistungsunterstützende Zahnstangen-Ritzel-Lenkung und rundum Carbon-Scheibenbremsen.

## Renngeschichte
Das große Manko des F2005 war der Reifenverschleiß, ausgelöst durch die Hinterradaufhängung und die Reifenmischungen von Bridgestone, die 2005 nur von Ferrari, Jordan und Minardi verwendet wurden. Die FIA hatte in diesem Jahr Reifenwechsel während des Rennens – ausgenommen den Wechsel von Trocken- auf Regenreifen – untersagt. Gegen die Michelin-bereiften Konkurrenzteams war die Scuderia so gut wie chancenlos. Bis auf ein Rennen – den Großen Preis von San Marino – litten die beiden F2005 so gut wie immer unter überhitzten und damit rasch verschleißenden Reifen. Auch die beiden Fahrer, Michael Schumacher und Rubens Barrichello, konnten diesem Phänomen nichts entgegensetzen.
Sein Renndebüt gab der F2005 beim dritten Saisonrennen, dem Großen Preis von Bahrain. Das Qualifikationstraining wurde 2005 als Einzelzeitfahren ausgetragen und verzerrte die wahre Leistungsfähigkeit der Fahrzeuge. Michael Schumacher ging zwar als Trainingszweiter ins Rennen, hatte aber am Rennende als Vierter mehr als 50 Sekunden Rückstand auf den Sieger Fernando Alonso im Renault R25. In Imola, dem vierten Rennen der Saison, schien sich alles zum Guten zu wenden. Von den Plätzen neun (Barrichello) und dreizehn (Schumacher) ins Rennen gehend waren die Ferrari ab der Halbzeit der Distanz die schnellsten Rennwagen auf der Piste. Den F2005 kam der spezielle Belag der Rennstrecke entgegen. Michael Schumacher konnte jedoch im letzten Renndrittel trotz offensichtlich weit schnellerem Wagen den führenden Alonso bis zum Ende nicht passieren und musste sich um 0,215 Sekunden geschlagen geben.
Beim Großen Preis von Spanien wurden die Reifenprobleme klar ersichtlich. Michael Schumacher hatte in der 48. Runde einen Reifenschaden und musste aufgeben. Rubens Barrichello hatte im Ziel mehr als eine Runde Rückstand auf den Sieger Kimi Räikkönen im McLaren MP4-20 und wurde nur Neunter. Die Fahrer hatten die Wahl, das Renntempo den Gegebenheiten anzupassen und damit chancenlos zu sein, oder Reifenschäden zu riskieren.
Beim Großen Preis von Kanada kamen der Scuderia zahlreiche Ausfälle entgegen, so u. a. Ausfälle von beiden Renault mit Fernando Alonso und Giancarlo Fisichella. Nur 11 der gestarteten 20 Fahrzeuge erreichten das Ziel. Hinter Kimi Räikkönen fuhren Schumacher und Barrichello aufs Podium.
Auch beim Großen Preis der USA gab es ungewöhnliche Umstände, die schlussendlich für den einzigen Rennsieg des F2005 sorgten. Michelin konnte nicht für die Sicherheit der Reifen garantieren, daher wurden alle Fahrzeuge mit Michelin-Reifen nach der Einführungsrunde von den jeweiligen Teams zurückgezogen. Bei nur sechs Rennwagen am Start siegte Schumacher vor Barrichello und dem Jordan-Piloten Tiago Monteiro.
Ein weiterer Sieg war mit dem F2005 nicht möglich. Schumacher erreichte in Ungarn zwar noch einen zweiten Rang; im Ziel fehlten aber 35 Sekunden auf den Sieger Kimi Räikkönen.
In der Endwertung der Fahrerweltmeisterschaft platziere sich Schumacher als Gesamtdritter, sein Teamkollege Rubens Barrichello wurde Achter. In der Konstrukteursweltmeisterschaft betrug der Rückstand 91 Punkte auf das siegreiche Team von Renault.

## Galerie

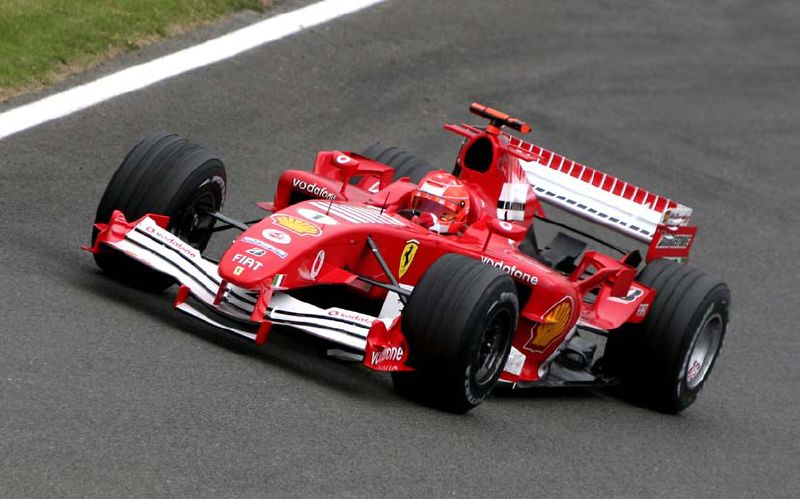
Michael Schumacher beim Großen Preis von Großbritannien 2005
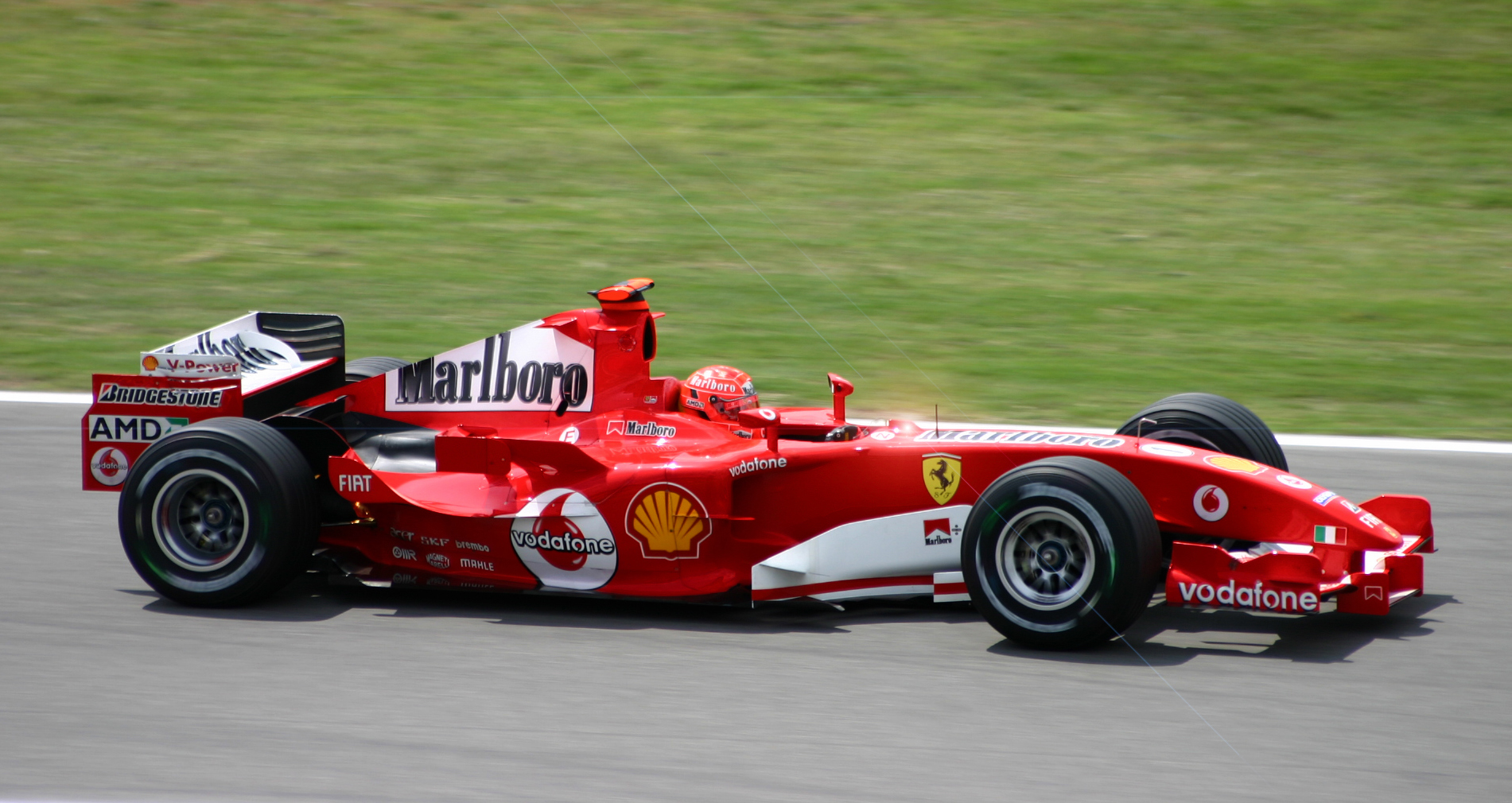
Michael Schumacher beim Großen Preis von Deutschland 2005
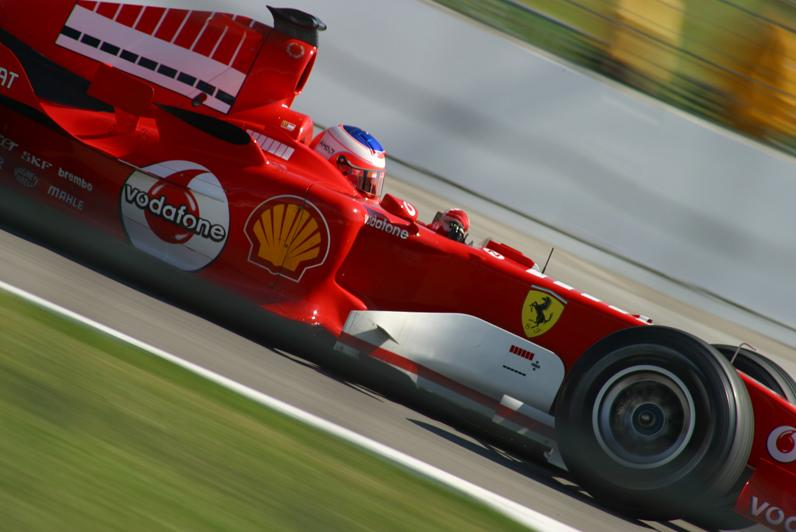
Rubens Barrichello beim Großen Preis der USA 2005
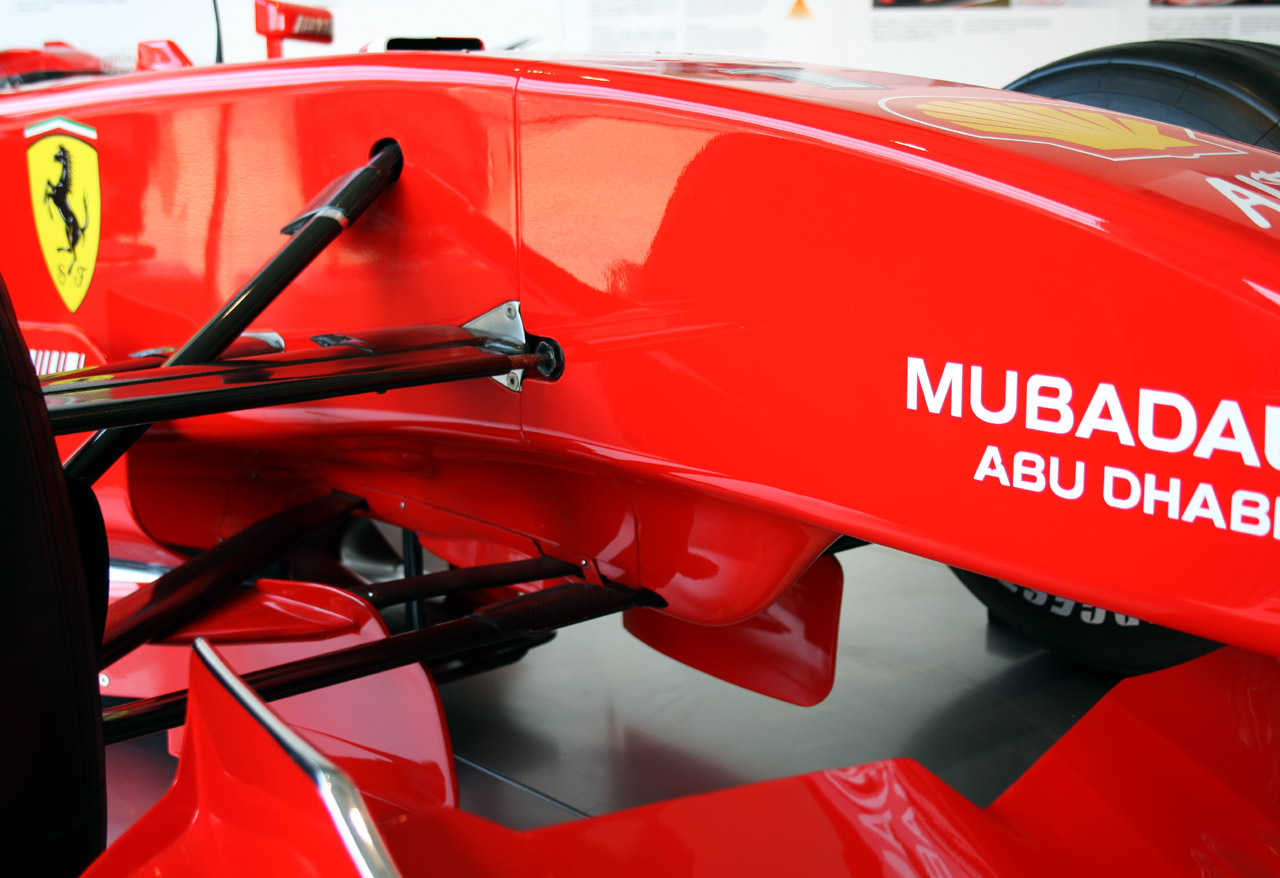
Vordere Radaufhängung

## Ergebnisse
| Fahrer                          | Nr.                             | 1 | 2 | 3   | 4   | 5   | 6 | 7 | 8 | 9 | 10 | 11 | 12 | 13 | 14  | 15 | 16  | 17 | 18 | 19  | Punkte  | Rang |
| ------------------------------- | ------------------------------- | - | - | --- | --- | --- | - | - | - | - | -- | -- | -- | -- | --- | -- | --- | -- | -- | --- | ------- | ---- |
| Formel-1-Weltmeisterschaft 2005 | Formel-1-Weltmeisterschaft 2005 |   |   |     |     |     |   |   |   |   |    |    |    |    |     |    |     |    |    |     | 100/901 | 3.   |
| Michael Schumacher              | 1                               |   |   | DNF | 2   | DNF | 7 | 5 | 2 | 1 | 3  | 6  | 5  | 2  | DNF | 10 | DNF | 4  | 7  | DNF | 100/901 | 3.   |
| Rubens Barrichello              | 2                               |   |   | 9   | DNF | 9   | 8 | 3 | 3 | 2 | 9  | 7  | 10 | 10 | 10  | 12 | 5   | 6  | 11 | 12  | 100/901 | 3.   |

| Legende  | Legende            | Legende                                                          |
| Farbe    | Abkürzung          | Bedeutung                                                        |
| -------- | ------------------ | ---------------------------------------------------------------- |
| Gold     | –                  | Sieg                                                             |
| Silber   | –                  | 2. Platz                                                         |
| Bronze   | –                  | 3. Platz                                                         |
| Grün     | –                  | Platzierung in den Punkten                                       |
| Blau     | –                  | Klassifiziert außerhalb der Punkteränge                          |
| Violett  | DNF                | Rennen nicht beendet (did not finish)                            |
| Violett  | NC                 | nicht klassifiziert (not classified)                             |
| Rot      | DNQ                | nicht qualifiziert (did not qualify)                             |
| Rot      | DNPQ               | in Vorqualifikation gescheitert (did not pre-qualify)            |
| Schwarz  | DSQ                | disqualifiziert (disqualified)                                   |
| Weiß     | DNS                | nicht am Start (did not start)                                   |
| Weiß     | WD                 | zurückgezogen (withdrawn)                                        |
| Hellblau | PO                 | nur am Training teilgenommen (practiced only)                    |
| Hellblau | TD                 | Freitags-Testfahrer (test driver)                                |
| ohne     | DNP                | nicht am Training teilgenommen (did not practice)                |
| ohne     | INJ                | verletzt oder krank (injured)                                    |
| ohne     | EX                 | ausgeschlossen (excluded)                                        |
| ohne     | DNA                | nicht erschienen (did not arrive)                                |
| ohne     | C                  | Rennen abgesagt (cancelled)                                      |
| ohne     | keine WM-Teilnahme |                                                                  |
| sonstige | P/fett             | Pole-Position                                                    |
| sonstige | 1/2/3/4/5/6/7/8    | Punktplatzierung im Sprint-/Qualifikationsrennen                 |
| sonstige | SR/kursiv          | Schnellste Rennrunde                                             |
| sonstige | *                  | nicht im Ziel, aufgrund der zurückgelegten Distanz aber gewertet |
| sonstige | ()                 | Streichresultate                                                 |
| sonstige | unterstrichen      | Führender in der Gesamtwertung                                   |

1Von den 100 insgesamt in dieser Saison erzielten Punkten wurden mit dem F2004 10 Punkte und mit dem F2005 90 Punkte erzielt.